# Highland Light
Das Highland Light (auch bekannt als Cape Cod Light) ist ein Leuchtturm an der Cape Cod National Seashore in North Truro im Bundesstaat Massachusetts der Vereinigten Staaten. Er ist der älteste und zugleich höchste Leuchtturm auf Cape Cod. Das Gelände ist das ganze Jahr über für Besucher zugänglich, der Leuchtturm selbst jedoch nur von Mai bis Oktober. Das im Eigentum des National Park Service stehende Bauwerk wird durch die Highland Museum and Lighthouse, Inc. betrieben. Die Küstenwache der Vereinigten Staaten ist für das Leuchtfeuer aus technischer Sicht verantwortlich. Das Schiff Highland Light der United States Navy wurde nach dem Turm benannt. Er wurde 1987 im Rahmen der Multiple Property Submission Lighthouses of Massachusetts MPS im National Register of Historic Places unter der Bezeichnung Highland Light Station eingetragen. Der Leuchtturm ist zugleich Contributing Property des Truro Highlands Historic District.

## Geschichte
Im Jahr 1797 beauftragte George Washington an diesem Standort die Errichtung eines Leuchtturms, um Schiffe vor den gefährlichen Gewässern entlang der Küste zwischen Cape Ann und Nantucket zu warnen. Das Highland Light war der erste Leuchtturm auf Cape Cod. 1833 wurde das ursprünglich aus Holz errichtete Bauwerk durch ein Gebäude aus Ziegelsteinen ersetzt und 1840 mit einem neuen Leuchtfeuer ausgerüstet, das aus 15 Argand-Lampen innerhalb mehrerer konkaver Reflektoren bestand und eine Lichtstärke von 182.000 Kerzen aufwies. Die Lampe verbrauchte rund 800 Gallonen (ca. 3000 Liter) Öl  pro Jahr. Das verwendete Öl kostete etwas unter einem Dollar pro Gallone, wobei auf die genaue Art des verwendeten Öls nicht eingegangen wird.
1857 wurde der Leuchtturm aufgrund von Baufälligkeit abgerissen und durch den heute noch in Betrieb befindlichen Turm ersetzt. Als Leuchtfeuer kam eine in Paris hergestellte Fresnel-Linse erster Ordnung zum Einsatz. Zusammen mit dem Turm wurden ein Haus für den Wärter sowie ein Generatorenschuppen errichtet, die auch heute noch existieren.
1932 wurde das Leuchtfeuer durch eine 1000 Watt starke Optik DCB-224 von Carlisle & Finch ersetzt. Diese verfügte über eine vollständige zweite Beleuchtungseinheit als Reservesystem. Teile dieser Linse, die bei der Erneuerung der Optik 1998 weitgehend zerstört wurde, sind heute im Museum ausgestellt. Seitdem befindet sich ein optisches System VRB-25 mit sechs planen Linsen im Einsatz.
Der ursprüngliche Standort befand sich 140 Meter (450 Fuß) weiter östlich. Wegen fortschreitender Erosion der Küstenlinie bestand die Gefahr, dass der Turm ins Meer stürzt. Deshalb wurde der gesamte Gebäudekomplex im Juli 1996 innerhalb von 18 Tagen landeinwärts auf das Gelände des Highland Golfplatzes verschoben.

## Bilder

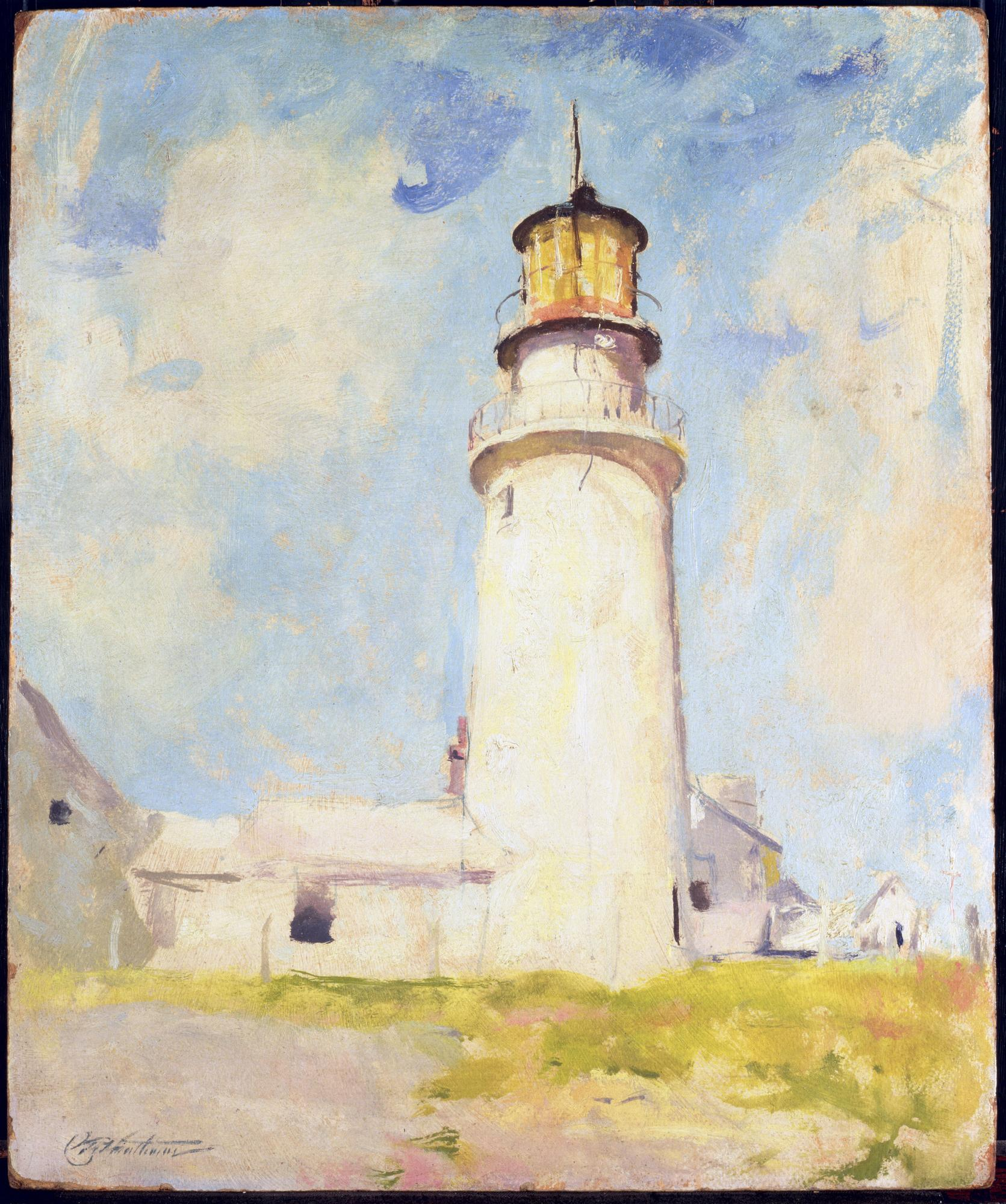
Highland Light von Charles Webster Hawthorne um 1920, Brooklyn Museum.
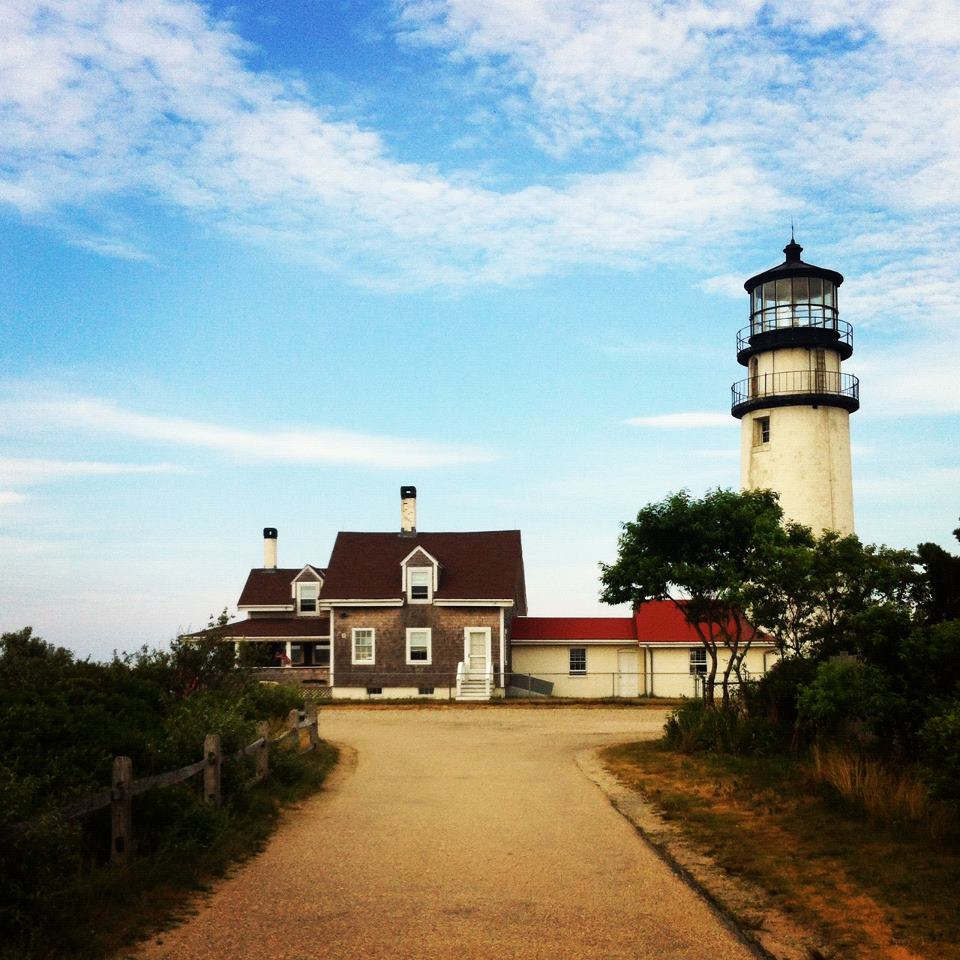
Highland Light
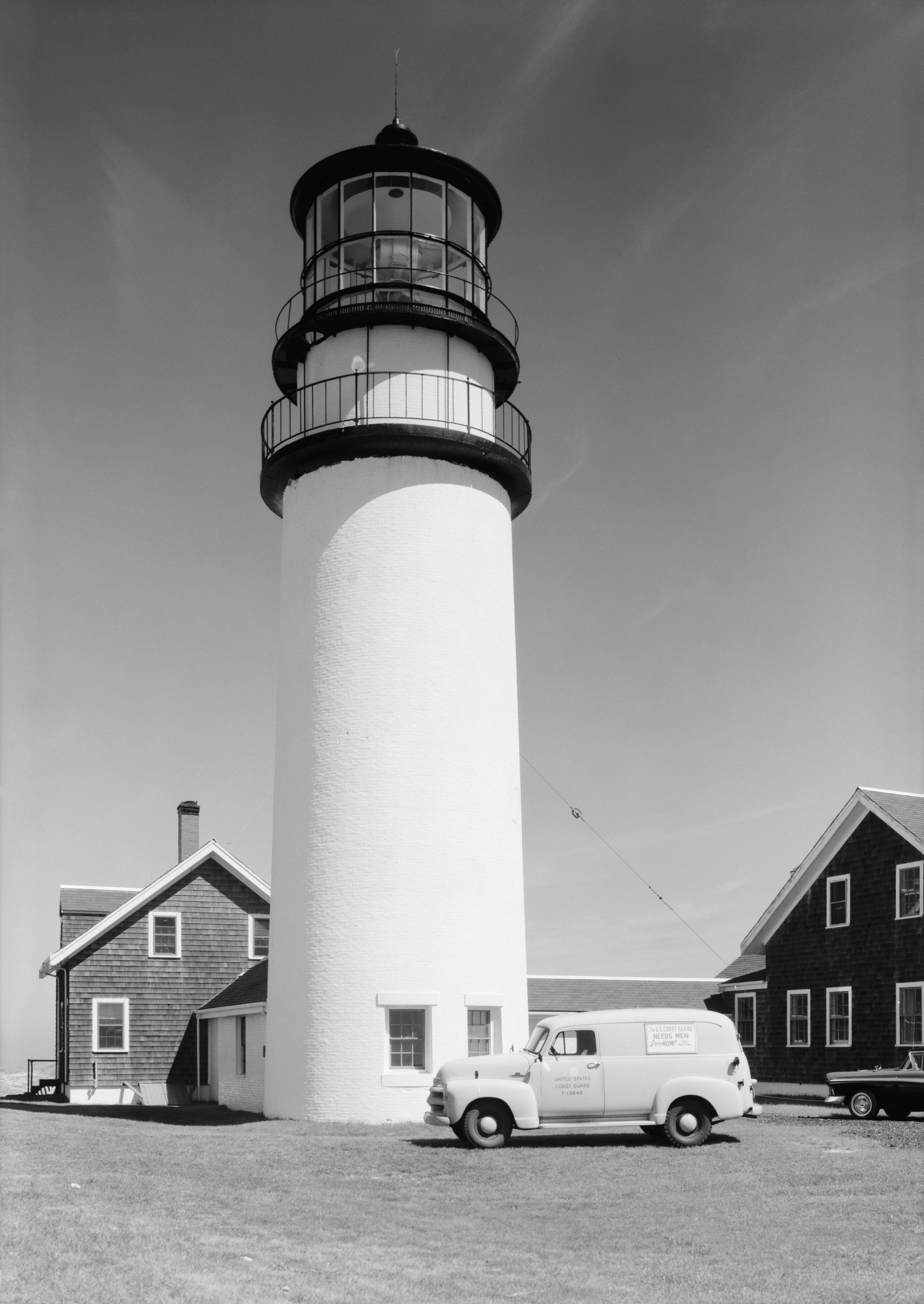
Bild von 1959 der Historic American Buildings Survey Collection, Library of Congress
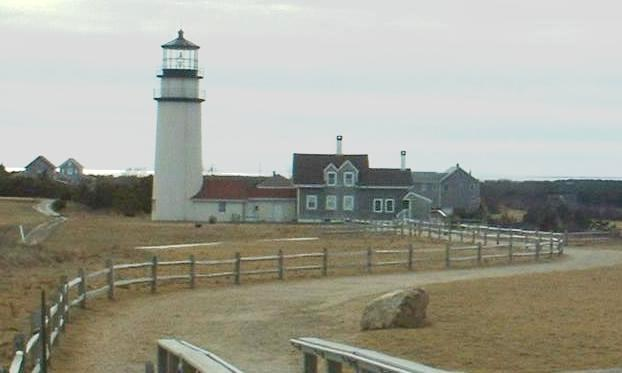
Der ursprüngliche Standort wird durch den Stein im Vordergrund angezeigt.
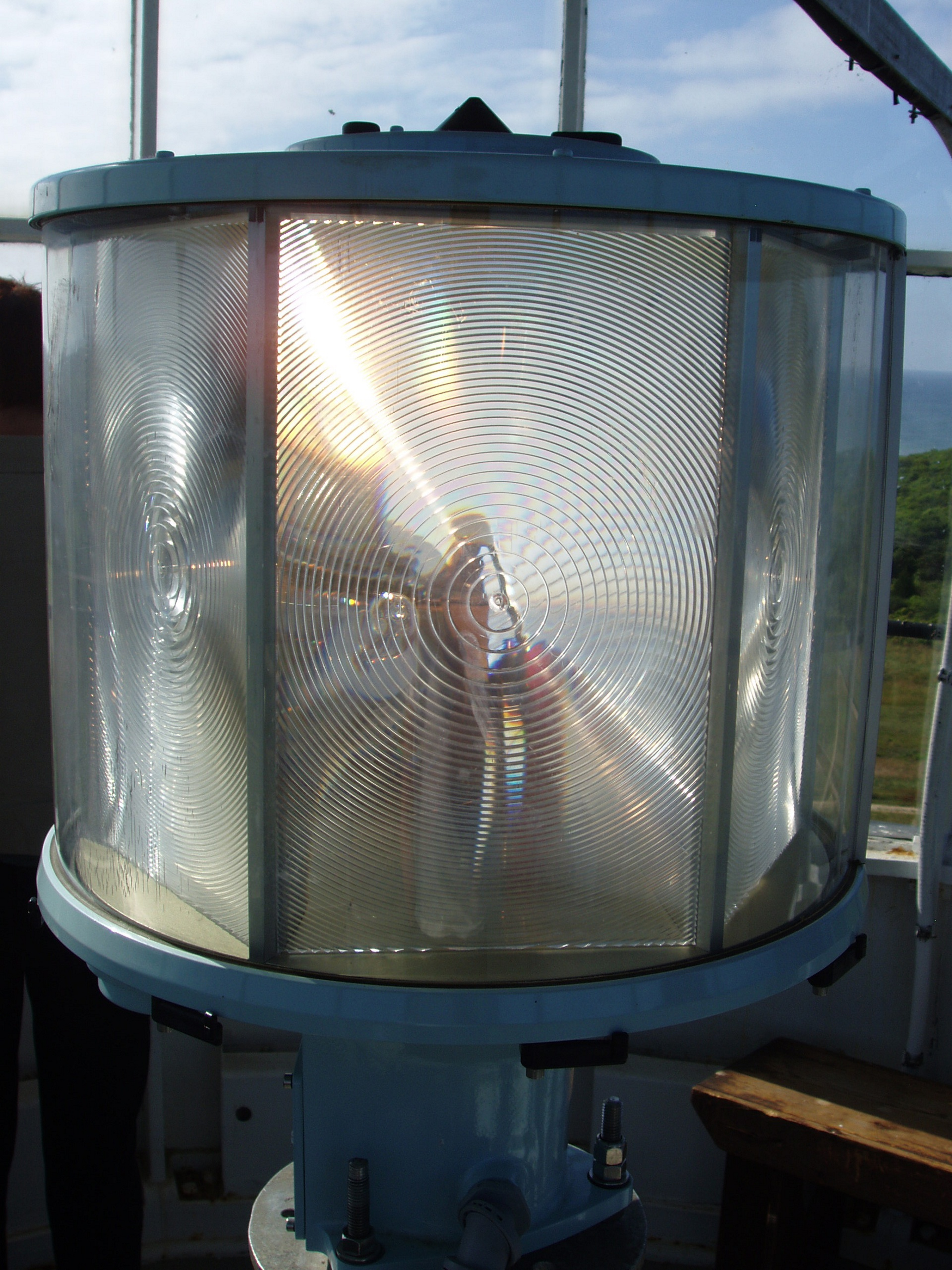
Das heutige Leuchtfeuer VRB-25